# 雅斯米納·卡黛哈
雅斯米納·卡黛哈（Yasmina Khadra），阿爾及利亞小說家，本名為默罕莫德·莫萊塞奧（Mohammed Moulessehoul），著有《喀布爾之燕》。